# Vladimír Domin
Vladimír Domin (né le 16 mars 1969 en Tchécoslovaquie) est un joueur tchèque de hockey sur glace.